# Bettviller
Bettviller (deutsch Bettweiler) ist eine französische Gemeinde mit 819 Einwohnern (Stand 1. Januar 2022) im Département Moselle in der Region Grand Est (bis 2015 Lothringen). Sie gehört zum Arrondissement Sarreguemines, zum Kanton Bitche und ist Mitglied des Gemeindeverbands Bitscher Land.

## Geografie
Bettviller liegt zwischen Sarreguemines und Bitche in einer bäuerlichen Landschaft im Tal der Bickenalb. Die Ortsteile Hoelling (dt. Höllingen) und Guising (dt. Gisingen) schließen südlich und westlich an den Kernort Bettviller an.
Nachbargemeinden von Bettviller sind Rimling im Nordwesten, Epping im Nordosten, Hottviller im Osten, Petit-Réderching im Südosten, Rohrbach-lès-Bitche im Südwesten und Gros-Réderching im Westen.

## Geschichte
Zwar stammt die Ersterwähnung von Bedebur bereits aus dem Jahr 1154, doch lag der Ort später wüst und wurde erst im 16. Jahrhundert wieder besiedelt.
Von 1871 bis zum Ende des Ersten Weltkrieges gehörte Bettweiler als Teil des Reichslandes Elsaß-Lothringen zum Deutschen Reich und war dem Kreis Saargemünd im Bezirk Lothringen zugeordnet.

### Bevölkerungsentwicklung
| Jahr      | 1910 | 1962 | 1968 | 1975 | 1982 | 1990 | 1999 | 2007 | 2019 | 2021 |
| Einwohner | 825  | 814  | 826  | 752  | 729  | 697  | 741  | 845  | 824  | 814  |

## Kultur und Sehenswürdigkeiten
- Ab dem 18. Jahrhundert lebten in Bettviller über Generationen namhafte Steinmetzfamilien.  So erklärt sich die überdurchschnittlich große Zahl qualitätvoller Skulpturen, Grabdenkmäler und Wegekreuze aus heimischem Sandstein, die in und um Bettviller anzutreffen sind.
- Kirche Saint-Martin
- Kapelle Notre-Dame-de-Pitié im Ortsteil Hoelling
- Kapelle Nativité-de-la-Vierge im Ortsteil Guising
- mehrere Wassermühlen der Bickenalb

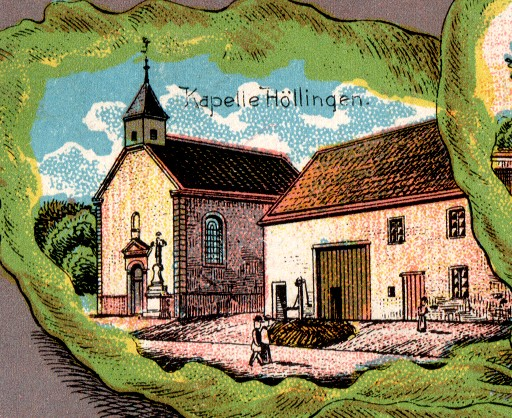
Kapelle Notre-Dame-de-Pitié
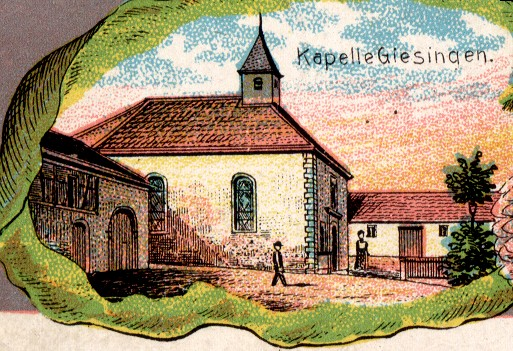
Kapelle Nativité-de-la-Vierge